# 28 страниц
28 страниц — исторически сложившееся название заключительной части доклада, представленного в декабре 2002 года, о совместном расследовании деятельности разведывательных ведомств США накануне и после терактов 11 сентября 2001 года, проведённого комитетом сената США по разведке и специальным комитетом по разведке палаты представителей США. Эта часть доклада называется так: «Глава IV: Поиск, обсуждение и изложение фактов относительно определённых чувствительных вопросов национальной безопасности», — в ней подводится итог следственных версий, и рассказывается о финансовой, материально-технической и иной поддержке, которую оказывали исполнителям и пособникам терактов официальные должностные лица Саудовской Аравии и другие люди, которых подозревают в том, что они были агентами Саудовской Аравии.

## Содержание
На этих 28 страницах утверждается, что некоторые из угонщиков самолётов 11 сентября получили финансовую поддержку от людей, действовавших по поручению правительства Саудовской Аравии Источники ФБР полагают, что как минимум двое из этих лиц были офицерами разведки Саудовской Аравии. Разведывательное сообщество США считает, что лица, связанные с правительством Саудовской Аравии, имели связи с «Аль-Каидой».
Истцы по гражданскому иску против Саудовской Аравии утверждают, что в ноябре 1999 года два человека с давними связями с правительством Саудовской Аравии — Мохаммед аль-Кудхаиин и Хамдан аль-Шалави — осуществили попытку проникнуть внутрь кабины самолёта региональной авиакомпании США America West Airlines, что было «сухим запуском» (подготовкой) перед атакой 11 сентября. ФБР подтвердило, что посольство Саудовской Аравии в США оплатило Мохаммеду аль-Кудхаиину и Хамдану аль-Шалави билеты на тот рейс. На этих 28 страницах среди прочего цитируется документ, составленный Управлением ФБР в штате Аризона, который утверждает следующее: «Управление ФБР в Финиксе считает, что оба мужчины специально пытались проверить процедуры безопасности авиакомпании America West Airlines чтобы подготовить и способствовать осуществлению операций УБЛ [Усамы бен Ладена]/Аль-Каиды»
.
Некоторые утечки информации из ЦРУ и документы ФБР утверждают, что есть неопровержимые доказательства того, что правительственные чиновники Саудовской Аравии, в том числе из посольства Саудовской Аравии в Вашингтоне и консульства в Лос-Анджелесе, оказывали террористам финансовую и организационную помощь. Среди названных были тогдашний саудовский посол принц Бандар и саудовский агент Осама Басснан, а также клирик американской Аль-Каиды Анвар аль-Авлаки, лидер террористов, осуществивших теракты 11 сентября, Мохаммед Атта, и Эсам Газзави, саудовский советник племянника короля Фахда.

## Решение о засекречивании
Когда совместный доклад конгресса о расследовании был опубликован в июле 2003 года, эти 28 страниц о связи должностных лиц Саудовской Аравии с терактом 11 сентября были полностью переписаны по настоянию администрации Джорджа Буша. Буш утверждал, что публикация этого материала «раскрыла бы источники и методы, которые усложнили бы для нас победу в войне с террором».

## Движение за рассекречивание
В июле 2003 года сенатор Боб Грэм пытался добиться от комитета Сената США по разведке обнародования материала в соответствии со своими полномочиями, имеющимися у него в соответствии с резолюцией Сената № 400 о создании комитета в 1976 году. Однако комитет даже не ставил этот вопрос на голосование, и его просьба была просто-напросто отклонена. Тогдашний председатель комитета Сената США по разведке Пэт Робертс и сенатор Джей Рокфеллер написали Грэму: «Мы считаем, что публикация дополнительной информации из четвёртой главы может негативно сказаться на нынешних усилиях по борьбе с терроризмом». Позже Грэм сказал, что этот ответ продемонстрировал, что Комитет по разведке показал «сильное уважение к исполнительной власти». В том же месяце сенатор Сэм Браунбэк совместно с другими 42 сенаторами-демократами призвал президента Буша рассекретить 28-страничный раздел, который был подвергнут цензуре по «соображениям национальной безопасности». Сенатор Грэм заявил, что отказ «является продолжением образа действий последних семи месяцев — волокиты и чрезмерного применения национальных стандартов безопасности, направленного на то, чтобы лишить людей знаний об их слабых местах».
В декабре 2013 года депутаты Палаты представителей Уолтер Б. Джонс-младший и Стивен Линч представили резолюцию, призывающую президента США Барака Обаму рассекретить эти 28 страниц. Резолюция Палаты представителей № 428 113-го конгресса получила 21 голос в поддержку этой резолюции на момент завершения работы этого созыва.
В июле 2014 года писатель Брайан МакГлинчи запустил веб-сайт 28Pages.org, чтобы предоставить информацию о 28 страницах для публики и журналистов, и для облегчения массовых действий, направленных на их рассекречивание.
В январе 2015 года депутаты Палаты представителей Джонс, Линч и Мэсси представили Резолюцию № 14 в самом начале работы 115-го созыва Конгресса. Её текст был идентичен тексту предыдущей 428-й Резолюции предыдущего созыва. Резолюцию поддержал 71 депутат.
1 июня 2015 года сенатор Рэнд Пол представил законопроект № 1471 под названием «Закон об открытости для семей жертв 11 сентября и выживших». Сенаторы Рон Уайден и Кирстен Джиллибранд присоединились к этому законопроекту в качестве первоначальных соавторов. Другие сенаторы не поддержали этот законопроект, который был направлен на рассекречивание 28 страниц.
В июле 2015 года Правительство США опубликовало документ комиссии 11 сентября, составленный Даной Лесеманном и Майклом Джейкобсоном, известный как «документ 17». Это был обзор отдельных лиц, представляющих интерес для следствия, и расследование возможных связей этих лиц с правительством Саудовской Аравии. В этом документе среди десятков лиц были Фахад Аль-Тумаири, Омар аль-Баюми, Усама Басснан и Мохдхар Абдулла. «Документ 17» впервые был представлен вниманию общественности 19 апреля 2016 года на сайте 28Pages.org. По словам бывшего сенатора Боба Грэма, «большая часть информации, на основе которой был написан „Документ 17“, — это содержимое тех самых 28 страниц».
10 апреля 2016 года на телешоу 60 минут был показан сюжет в поддержку рассекречивания этих 28 страниц, включающий в себя интервью с бывшим сенатором Бобом Грэмом, бывшим конгрессменом и членом комиссии 11 сентября Тимом Ремером и бывшим членом комиссии 11 сентября Джоном Леманом. Ведущий этого телешоу Стив Крофт также брал интервью у Шона Картера и Джима Креиндлера, адвокатов, представляющих интересы родственников жертв теракта 11 сентября, выживших и страховщиков, которые судятся с Саудовской Аравией из-за её участия в теракте. Накануне выхода этого телешоу в эфир, лидер демократической партии в палате представителей Нэнси Пелоси опубликовала заявление, призывавшее рассекретить эти 28 страниц.
Правительство Саудовской Аравии высказалось в поддержку рассекречивания этих 28 страниц, сказав, что это «позволит нам чётко и заслуживающим доверия образом ответить на любые обвинения». Конгрессмен Стивен Линч сказал по этому поводу так: «Я думаю, что со стороны саудитов может иметь место некоторое лицемерие относительно их желания о том, чтобы это было рассекречено».
Вместе с тем сообщалось и об угрозе Саудовской Аравии забрать из США свои деньги — 750 млрд долларов США — в случае рассекречивания этих 28 страниц.
В июле 2016 года во время съезда Республиканской партии США, на котором делегаты утвердили кандидата от партии на пост Президента США, подкомитетом этого съезда по национальной безопасности был предложен пункт программы, поддерживающий рассекречивание этих 28 страниц. Предложение убрать этот пункт было утверждено на последовавшем заседании комитета в полном составе. Стив Йетс сделал всё для того, чтобы убрать этот пункт из программы.

## Рассекречивание
В самый разгар предвыборной кампании по выборам Президента США в 2016 году Дональд Трамп, ещё до его утверждения в качестве официального кандидата на пост Президента США от Республиканской партии, заявил, что в случае своего избрания рассекретит эти 28 страниц. После этого Барак Обама принял решение о рассекречивании этих страниц, замазав, однако, в этих страницах некоторые персональные данные.
В 2016 году после рассмотрения вопроса о рассекречивании, администрация Барака Обамы одобрила рассекречивание частично отредактированных 28 страниц, единственного остававшегося засекреченным раздела совместного расследования. Затем документ был направлен руководству Конгресса США и 15 июля 2016 года Комитет по разведке палаты Представителей утвердил публикацию недавно рассекреченной главы.

## Местонахождение
Документ хранится в Центре обработки секретной информации в подвале здания Капитолия в Вашингтоне, округ Колумбия.